# Franz August von Gordon
Franz August von Gordon (* 8. August 1837 auf Gut Laskowitz, Kreis Schwetz; † 17. November 1896 in Berlin) war ein deutscher Gutsbesitzer und Politiker in Preußen.

## Leben
Er entstammte einem alten schottischen Adelsgeschlecht mit gleichnamigem Stammhaus in der Grafschaft Berwickshire, das seit Ende des 12. Jahrhunderts urkundlich nachweisbar ist und dessen direkte Stammreihe im Jahr 1305 begann. John Gordon kam 1716 nach Polen. Sein Sohn Joseph von Gordon erhielt 1760 die preußische Adelsbestätigung. 
Seine Eltern waren Adolf von Gordon auf Laskowitz, kgl. preuß. Oberst, und Therese von Owstien, Tochter der Juliane von Hertell-Daugzin und des Generals August von Owstien. Der Vater begründete die Adolf v. Gordon`sche Familienstiftung.
Franz von Gordon heiratete am 7. Januar 1865 auf Gut Wolletz (heute Stadtteil von Angermünde, Brandenburg) Hildegard von Rohr (* 12. April 1844 auf Gut Wolletz; † 12. Juni 1922 in Berlin-Schlachtensee), die Tochter des Gutsbesitzers und königlich preußischen Ritterschaftsrats Theobald von Rohr, Gutsherr auf Ganzer, Wolletz und Künkendorf, und der Alberta von Wedel-Parlow. Dieser Ehe entstammte der Sohn:
- Franz Adolf Theobald Julius von Gordon (* 14. Oktober 1865 auf Gut Polnisch-Konopath; † 15. Juni 1942 auf Schloss Laskowitz, Kreis Schwetz), Fideikommissherr auf Gut Laskowitz, der von 1898 bis 1918 ebenfalls im Preußischen Herrenhaus saß, 
  - ⚭ I. am 18. September 1890 in Brandenburg an der Havel Magdalene von Hassel (* 5. Juni 1872 in Trier, Rheinprovinz; † 30. Oktober 1942 in Potsdam, ⚮ am 3. Januar 1906),  die Tochter des königlich preußischen Generalleutnants z.D. Friedrich von Hassel und der Else Thormann.
  - ⚭ II.  am 18. Januar 1906 in London Hedwig von Katzler (* 6. November 1881 auf Gut Goy bei Ohlau, Niederschlesien; † 5. April 1946 in Berlin), die Tochter des Adolf von Katzler (Haus Wiedersee, Landkreis Graudenz, Westpreußen) aus dem Adelsgeschlecht derer von Katzler und der Helene von Keltsch und Riemberg (Haus Skarsine).

Gordon war Fideikommissherr auf Laskowitz mit Lipno, Piskarken und Butziger Wald (Landkreis Rosenberg) sowie Gutsherr auf Jaszcz und Polnisch-Konopath (Landkreis Schwetz). Er war zunächst königlich preußischer Kammerjunker, dann Kammerherr und Rechtsritter des Johanniterordens. Politisch betätigte sich Gordon als Vorsitzender vom Provinziallandtag der Provinz Westpreußen und ab 1876 als Mitglied des Preußischen Herrenhauses für die Grundbesitzer im südlichen Pomerellen. Im Reichstag (Deutsches Kaiserreich) vertrat er von 1877 bis 1881 den Wahlkreis Regierungsbezirk Marienwerder 5 (Schwetz). Er war Mitglied des Corps Hansea Bonn.
Franz von Gordon-Laskowitz war privat u. a. an Naturkunde interessiert.